# Чувар куће
Чувар куће (Sempervivum) је род зељастих сукулентних биљака који садржи преко 40 врста. Биљке имају листове скупљене у розету. Биљке овога рода су распрострањене у Европи, источној Азији и сјеверној Африци.
Име семпервивум долази од латинске ријечи која значи заувијек жив. Врсте рода Sempervivum имају цвјетове карактеристичног облика звијезде, који могу бити жуте, розе, црвене, бијеле или зелене боје. Расту неколико година прије него процвату.

## Врсте
- Sempervivum altum
- Sempervivum arachnoideum
- Sempervivum armenum
- Sempervivum atlanticum
- Sempervivum ballsii
- Sempervivum borissovae
- Sempervivum calcareum
- Sempervivum cantabricum
- Sempervivum caucasicum
- Sempervivum ciliosum
- Sempervivum davisii
- Sempervivum dolomiticum
- Sempervivum erythraeum
- Sempervivum glabrifolium
- Sempervivum ingwersenii
- Sempervivum kindingeri
- Sempervivum kosaninii
- Sempervivum leucanthum
- Sempervivum macedonicum
- Sempervivum marmoreum
- Sempervivum minus
- Sempervivum montanum
- Sempervivum nevadense
- Sempervivum octopodes
- Sempervivum ossetiense
- Sempervivum 'Pekinese'
- Sempervivum pittonii
- Sempervivum pumilum
- Sempervivum sosnowskyi
- Sempervivum tectorum
- Sempervivum thompsonianum
- Sempervivum transcaucasicum
- Sempervivum wulfenii
- Sempervivum zeleborii